# Sotero Laurel
Sotero „Teroy“ Cosma H. Laurel (* 27. September 1918; † 16. September 2009) war ein philippinischer Politiker und Präsident des Senats Pro tempore.

## Biografie
Laurel entstammte einer einflussreichen politisch und gesellschaftlich engagierten Familie. Von den neun Kindern seines Vaters José P. Laurel, der zwischen 1943 und 1945 Präsident der Philippinen war, schlugen fünf ebenfalls eine politische Laufbahn ein. Sein jüngerer Bruder Salvador Laurel war während der Präsidentschaft von Corazon Aquino von 1986 bis 1992 Vizepräsident und Jose B. Laurel Jr. zeitweise Sprecher des Repräsentantenhauses. Sein Bruder Jose S. Laurel III war zeitweise Botschafter in Japan, Mariano Laurel Bankier und Arsenio Laurel ein Autorennfahrer, der 1962 und 1963 als erster Fahrer nacheinander den Macau Grand Prix gewann.
Nach dem Schulbesuch studierte er Rechtswissenschaft an der University of the Philippines, der University of Santo Tomas, der Georgetown University sowie der Harvard University. Anschließend war er als Rechtsanwalt sowie als Professor für Rechtswissenschaft an der Far Eastern University und dem Lyceum of the Philippines University tätig. Außerdem war er zeitweise Vorsitzender des Verwaltungsrates des Lyceum des Philippinischen Universitätssystems sowie von 1963 bis 1965 Präsident der Vereinigung der Colleges und Universitäten (PACU). 1986 wurde ihm das Ritterkreuz des Ordre des Palmes Académiques verliehen.
Zwischen 1987 und 1992 war er Senator während der Präsidentschaft von Corazon Aquino und in dieser Zeit von 1990 bis 1991 auch Präsident des Senats Pro Tempore. 1991 gehörte er zu den zwölf Mitgliedern des Senats („Magnificent 12“), die gegen eine Verlängerung der Militärbasen der US Army auf den Philippinen stimmte.